# Johannita
La johannita és un mineral de la classe dels sulfats. Va ser descoberta l'any 1830 a la mina Elias, Jáchymov a les Muntanyes Metal·líferes, Regió de Karlovy Vary, Bohèmia, República Txeca. Rep el seu nom de l'arxiduc Joan d'Àustria (Johann) (1782-1859).

## Característiques
La johannita és un sulfat hidratat de coure i uranil, amb fórmula Cu(UO₂)₂(SO₄)₂(OH)₂(H₂O)₄·4H₂O. Cristal·litza en el sistema triclínic formant cristalls prismàtics [001] i cristalls tabular gruixuts {100}. També se'n troba en forma d'agregats subparal·lels o druses, en forma de recobriments o de petits agregats esferoïdals de fibres. La seva duresa es troba entre 2 i 2,5 a l'escala de Mohs, sent doncs un mineral tou. És molt semblant a la pseudojohannita.
Segons la classificació de Nickel-Strunz, la johannita pertany a «07.EB: Uranil sulfats amb cations de mida mitjana» juntament amb la deliensita.

## Formació i jaciments
És un mineral secundari poc freqüent que es troba a les parts oxidades dels dipòsits d'uraninita amb contingut de sulfur, normalment de formació post-mineria. Sol trobar-se associada a altres minerals com: guix, zippeïta, uranopilita, brochantita i calcantita. Als territoris de parla catalana ha estat descrita a la mina Eureka (La Torre de Cabdella, Pallars Jussà).

## Varietats
Es coneix una varietat de johannita, la gilpinita, una varietat que conté ferro, amb fórmula (Cu,Fe2+)(UO₂)₂(SO₄)₂(OH)₂·8H₂O, que rep el seu nom de la localitat de Gilpin, Colorado, Estats Units.